# Houli-Kultur
Die Houli-Kultur (chinesisch 后李文化, Pinyin Hòulǐ Wénhuà, englisch Houli Culture, 8200–7800 vor heute) war eine frühe neolithische Kultur in Shandong, China. Die namensgebende Houli-Stätte wurde im Stadtbezirk Linzi von Zibo in der Provinz Shandong entdeckt und von 1989 bis 1990 ausgegraben.
Die Houli-Stätte (Houli yizhi) steht seit 2006 auf der Liste der Denkmäler der Volksrepublik China (6-114).